# Dimitris Frangopoulos
Dimitris Frangopoulos (in greco Δημήτριος Φραγκόπουλος?; fl. XIX secolo) è stato un tennista greco.
Partecipò ai tornei di tennis delle prime Olimpiadi moderne che si svolsero ad Atene nel 1896. Uscì al primo turno nel singolare.